# Casa de Alpin
A Casa de Alpin é dada como nome a um grupo que reinou os pictos e depois o Reino de Alba de Kenneth MacAlpin (Cináed mac Ailpín) na década de 840 até a morte de Malcolm II da Escócia (Máel Coluim mac Cináeda) em 1034.
Os reis traçam sua descendência de Kenneth e não de seu pai Alpin, com as genealogias irlandesas no Livro de Ballymote e no Grande Livro de Lecan referindo-se a eles como Clann Cináeda meic Ailpín, priorizando a descendência de Kenneth.
As origens da família são desconhecidas. Genealogias posteriores pouco confiáveis colocam Kenneth como descendente de Áed mac Echdach. Apesar de plausível, tais afirmações são impossíveis de serem provadas e aparecem apenas no final do século X. A ideia que Kenneth fora um rei de Dalriada antes de conseguir o poder com os pictos após a morte de Eóganan mac Óengusa é apoiada por evidências quase contemporâneas.
Os reis da Casa de Alpin foram descritos como Reis dos Pictos e seu terceiro monarca, Constantino I (Causantín mac Cináeda), filho de Kenneth, aparentemente tendo sido reconhecido como o último rei dos pictos pouco após sua morte. Os descendentes de Kenneth acabaram em 878 quando o irmão de Constantino, Aedh (Áed mac Cináeda), foi morto por Giric (Giric mac Dúngail), porém voltaram em 889 quando Donaldo II (Domnall mac Causantín), filho de Constantino, ascendeu ao trono após a morte ou deposição de Giric. Ele e seus sucessores foram descritos como Reis de Alba.
A sucessão alternou durante o século X entre os descendentes de Constantino e os de Aedh. Lutas internas no final do século X e início do XI deixaram os descendentes do primeiro incontestáveis pelos descendentes homens de Kenneth até a morte de Malcolm II sem herdeiros homens. A linhagem descendente de Kenneth chegou ao fim. Os reis seguintes ainda traçavam sua descendência de Kenneth, porém eram também descendentes da filha de Malcolm, Bethóc.